# Igorrr
Gautier Serre (Franciaország, 1984. június 5. –) francia zenész. Az Igorrr művésznevet használva több műfajban is játszik, például a "breakcore", a black metal, az extrém metal és a klasszikus zene műfajában.

## Élete
Zenei karrierje 2005-ben kezdődött, ekkor szólóban tevékenykedett. Zongorát, dobot és gitárt használ, rögzítéshez pedig a Steinberg Cubase programot használja. Zenei projektjét Igor nevű futóegeréről kapta, az extra két "r" betűt pedig azért tette hozzá, hogy megnehezítse a kiejtést. Első nagylemeze 2010-ben jelent meg. 2017 óta teljes körű együttesként működik a projekt. Ugyanebben az évben lemezszerződést kötöttek a Metal Blade Records kiadóval.

## Tagok

### Jelenlegi tagok
- Gautier Serre – gitár, programozás, hangszerelés, ének (2005–)
- Sylvain Bouvier – dob (2008–)
- Aphrodite Patoulidou – szoprán ének (2021–)
- JB Le Bail – ének (2021–)
- Martyn Clement – gitár (2021–)

### Korábbi tagok
- Laure Le Prunenec – szoprán ének (2008–2021)
- Laurent Lunoir – ének (2008–2021)

## Diszkográfia
- Nostril (2010)
- Hallelujah (2012)
- Savage Sinusoid (2017)
- Spirituality and Distortion (2020)
- Amen (2025)

## Egyéb kiadványok
Demók
- Poisson Soluble (2006)
- Moisissure (2008)

EP-k
- Baroquecore (2010)
- Maigre (2014)

a Whourkr-ral
- Demo (2005)
- Naät (2007)
- Concrete (2008, 2010-ben újból kiadták)
- 4247 Snare Drums (2012)
- Naät + Concrete (2013)

a Corpo-Mentével
- Corpo-Mente (2014)